# Підлипне (Тотемський район)
Підли́пне (рос. Подлипное) — присілок у складі Тотемського району Вологодської області, Росія. Входить до складу Великодворського сільського поселення.

## Населення
Населення — 20 осіб (2010; 38 у 2002).
Національний склад (станом на 2002 рік):
- росіяни — 97 %